# 小鸦葱
小鸦葱（学名：Scorzonera subacaulis）是菊科鸦葱属的植物。分布在哈萨克斯坦以及中国大陆的新疆等地，生长于海拔2,600米的地区，多生长于山地草坡，目前尚未由人工引种栽培。

## 别名
矮鸦葱（中国高等植物图鉴）